# Hamada Nampiandraza
Hamada el Moussa Nampiandraza (Mahajanga, 8 luglio 1984) è un arbitro di calcio malgascio.

## Carriera
Internazionale dal 1º gennaio 2010, a partire dall'anno successivo inizia a dirigere con una certa regolarità in competizioni CAF, sia a livello di club che di nazionali. Nel 2011 dirige per la prima volta una partita preliminare di CAF Champions League e prende anche parte alla Coppa della Confederazione CAF, dove arriva a dirigere una semifinale. Nel novembre dello stesso anno dirige per la prima volta una gara tra nazionali maggiori, e cioè Tanzania - Ciad, valida per le qualificazioni al mondiale di Brasile 2014.
Nel gennaio del 2012 è selezionato dalla CAF per la Coppa delle nazioni africane 2012, la prima volta nella sua carriera. Nell'occasione dirige una partita della fase a gironi. Nel gennaio del 2013 è nuovamente selezionato per la Coppa delle nazioni africane 2013. Seconda partecipazione di fila per l'arbitro malgascio, a cui viene assegnata solamente una partita della fase a gironi.
Nel gennaio del 2015 è selezionato per la Coppa delle nazioni africane 2015, terza apparizione nella manifestazione continentale africana. Anche in questo caso, dirige una sola gara nella fase a gironi.
Nel gennaio del 2017 è selezionato per la Coppa delle nazioni africane 2017, dove dirige l'incontro della fase a gironi tra Repubblica Democratica del Congo e Marocco.